# آنتونی فان هوبوکن
آنتونی فان هوبوکن (به هلندی: Anthony van Hoboken)‏ (تلفظ هلندی: [ˈɦo:bo:kə(n)])‏ (۲۳ مارس ۱۸۸۷ – ۱ نوامبر ۱۹۸۳) آهنگساز، موسیقی‌شناس، و گردآورنده اهل پادشاهی هلند بود.
معروفیت او بیشتر به واسطهٔ تدوین فهرست آثار یوزف هایدن، آهنگساز بزرگ اتریشی، موسوم به «فهرست هوبوکن» است.